# Tublay
Tublay (Bayan ng Tublay) är en kommun i Filippinerna. Kommunen ligger på ön Luzon, och tillhör provinsen Benguet. Folkmängden uppgår till 13 672 invånare.
Tublay är indelat i 8 barangayer.